# Ширенский Пыщуг
Ширенский Пыщуг — река в России, протекает в Никольском районе Вологодской области и Пыщугском районе Костромской области. Устье реки находится в 14 км по правому берегу реки Пахомовский Пыщуг. Длина реки составляет 11 км.
Исток реки расположен в Вологодской области южнее деревни Шири (Пермасское сельское поселение) в 33 км к юго-востоку от Никольска. Неподалёку находятся истоки небольших притоков реки Юг, здесь проходит водораздел бассейнов Волги и Северной Двины.
Река течёт на юг, всё течение проходит по ненаселённому заболоченному лесу, крупных притоков нет. Незадолго перед впадением в Пахомовский Пыщуг перетекает на территорию Костромской области.

## Данные водного реестра
По данным государственного водного реестра России относится к Верхневолжскому бассейновому округу, водохозяйственный участок реки — Ветлуга от истока до города Ветлуга, речной подбассейн реки — Волга от впадения Оки до Куйбышевского водохранилища (без бассейна Суры). Речной бассейн реки — (Верхняя) Волга до Куйбышевского водохранилища (без бассейна Оки).
По данным геоинформационной системы водохозяйственного районирования территории РФ, подготовленной Федеральным агентством водных ресурсов:
- Код водного объекта в государственном водном реестре — 08010400112110000041554
- Код по гидрологической изученности (ГИ) — 110004155
- Код бассейна — 08.01.04.001
- Номер тома по ГИ — 10
- Выпуск по ГИ — 0